# 1230-е годы
1230-е (ты́сяча две́сти тридца́тые) го́ды по юлианскому календарю — промежуток времени с 1 января 1230 года по 31 декабря 1239 года, включающий 1230 год 3-го десятилетия   и с 1231 по 1239 годы    4-го десятилетия XIII века 2-го тысячелетия.  Они закончились 786 лет назад.

## Важнейшие события
- Монгольско-цзиньская война[1] (1211—1234). Падение династии Цзинь (1115—1234).
- Кастилия и Арагон объединены под одной короной (1230—1716; Фернандо III; королевство Кастилия и Леон).
- Сражение на Омовже (1234). Битва при Сауле (1237). Орден меченосцев присоединился к Тевтонскому ордену (1237; Ливонский орден).
- Западный поход монголов (1236—1242; Батый).
  - Завоевание Волжской Булгарии.
  - Нашествие на Русь (1237—1240).
- Царство Сукхотаи (1238—1448).
- Конфликт Священной Римской империи с папой Григорием IX. Отлучение от церкви Фридриха II (1239).

## Культура
- 1232—1235 — строительство Ливерпульской крепости.